# Libuše
Libuše je české ženské jméno, jehož původ je odvozován od libá „příjemná, milá“. Obdobami jsou jména Ljuba a Liběna. Mezi mužská jména odvozená od slova libý patří Lubomír, Lubomil, Lubor a Libor. Mezi domácí podoby jména náleží například Libuna, Líba, Libuška, Libunka nebo Libuš.
Mezi protějšky těchto jmen v dalších jazycích náleží:
- bulharština: Ljubov (Любов)
- slovenština: Ľuba
- srbština, chorvatština, slovinština, makedonština: Ljuba/Љуба
- ukrajinština: Ljuba (Люба), Ljubov (Любов)
- ruština: Ljuba (Люба), Ljubov (Любовь)

## Česko
V českém občanském kalendáři mají nositelky jména Libuše jmeniny 10. července, stejně jako Amálie, nositelky jména Ljuba 16. února.

## Statistické údaje
Podle statistik Ministerstva vnitra České republiky žilo na území Česka v roce 2016 39 269 nositelek jména Libuše a bylo 71. nejčastějším rodným jménem, ostatní varianty tohoto jména měli méně než tisíc nositelek.
Následující tabulka uvádí četnost jména v ČR a pořadí mezi ženskými jmény ve srovnání dvou roků, pro které jsou dostupné údaje MV ČR:
| Rok  | Četnost | Pořadí |
| 1999 | 55 015  | 29.    |
| 2002 | 53 586  | 28.    |
| 2016 | 39 269  | 71.    |

## Známé nositelky

### Libuše
- Libuše (Lubossa), mytická česká kněžna
- Libuše Baudyšová (1877–1954), česká spisovatelka, dramatička a překladatelka
- Libuše Bělunková (* 1973), česká básnířka a spisovatelka
- Libuše Benešová (* 1948), česká politička
- Libuše Domanínská (1924–2021), česká operní pěvkyně
- Libuše Dušková (* 1930), česká anglistka
- Libuše Foretová (* 1926), česká a československá politička
- Libuše Geprtová (1941–2005), česká herečka
- Libuše Havelková (1924–2017), česká herečka
- Libuše Hrabová (* 1928), česká historička
- Libuše Hrdinová (* 1967), česká politička
- Libuše Hynková (1923–2012), česká choreografka
- Libuše Jahodová (* 1992), česká sportovní střelkyně
- Libuše Jansová (1904–1996), česká první žena-archeoložka
- Libuše Jarcovjáková (* 1952), česká fotografka
- Libuše Kmeťová (* 1944), česká a československá politička
- Libuše Kubešová (* 1929), česká a československá politička
- Libuše Kvasnicová (* 1925), česká a československá politička
- Libusha Kelly, americká imunoložka a mikrobioložka
- Libuše Lomská (1923–2004), československá atletka
- Libuše Macounová (* 1946), československá atletka, běžkyně
- Libuše Márová (* 1943), česká operní pěvkyně a herečka
- Libuše Moníková (1945–1998), česká spisovatelka
- Libuše Paserová (1900–1984), česká operní pěvkyně
- Libuše Procházková (* 1928), česká a československá politička
- Libuše Procházková (* 1934), česká a československá politička
- Libuše Průšová (* 1979), česká tenistka
- Libuše Rogozová-Kocourková (1921–2016), česká herečka
- Libuše Řídelová (1922–2009), československá herečka a pedagožka
- Libuše Salomonovičová (* 1937), česká genealožka
- Libuše Skořepová (1923–2016), česká herečka a spisovatelka, známá jako Luba Skořepová
- Libuše Šafránková (1953–2021), česká herečka
- Libuše Šilhánová (1929–2016), česká novinářka a socioložka
- Libuše Šmuclerová (* 1963), česká ředitelka TV Nova, nyní ředitelka Czech News Center
- Libuše Šormová (* 1934), česká volejbalistka
- Libuše Švormová (* 1935), česká herečka
- Libuše Váchalová (* 1932), česká klavíristka, harfistka a hudební pedagožka
- Libuše Valentová (* 1945), česká rumunistka, literární teoretička, překladatelka a pedagožka

Mezi nositelky jiných variant tohoto jména náleží:
- Libuša Trutzová (* 1945), slovenská herečka

### Ljuba
- Ljuba Hermanová – česká zpěvačka a herečka
- Ljuba Klosová – česká divadelní historička
- Ljuba Krbová – česká herečka
- Ljuba Štíplová – česká spisovatelka

### Liběna
- Liběna Sequardtová – česká hobojistka